# Shane Van Dyke
Shane Van Dyke, né le 8 août 1979 est un acteur, scénariste et réalisateur américain, connu pour interpréter le Dr Alex Smith dans la série télévisée Diagnostic : Meurtre sur la chaîne américaine CBS .

## Biographie
Shane Van Dyke est le fils de l'acteur Barry Van Dyke, le petit-fils de l'artiste Dick Van Dyke et petit-neveu de Jerry Van Dyke.

## Carrière
La carrière professionnelle de Van Dyke commence après le lycée, quand il s'inscrit aux cours de théâtre du Moorpark College en Californie. Sa carrière à la télévision débute lorsqu'il obtient le rôle de l'un des principaux personnages de l'émission de télévision de CBS, Diagnostic : Meurtre. En 2002, il joue dans la comédie musicale Annie.
Dans les années suivant l'obtention de son rôle dans Diagnostic : Meurtre, Van Dyke a travaillé à la télévision et dans d'autres spectacles, apparaissant entre autres dans Amour, Gloire et Beauté, ainsi que le film indépendant Arizona Summer.
À l'été 2007, Shane rejoint ses grand-père et père dans une série pour la chaîne Hallmark Channel intitulée Murder 101. À la même période, il est également covedette de la mini-série de Hallmark Shark Swarm, aux côtés de John Schneider (Shérif, fais-moi peur, Nip/Tuck, Smallville) et de Daryl Hannah (Blade Runner, Steel Magnolias, Kill Bill). Il a également joué dans le film Paranormal Entity dans lequel il interprète Thomas Finley, le frère de Samantha Finley.
Van Dyke est également scénariste, et s'est fait connaître avec sa société de production et de management Mad Hatter Entertainment, qui gère plusieurs clients notables, et a exercé la fonction de scénariste pour plusieurs films dont Transmorphers, Street Racer et Le Jour où la Terre s'arrêta (The Day the Earth Stood Still).
En 2009 Van Dyke réside à Los Angeles et est membre du corps professoral de l'organisation Hollywood for Kids.
il est le réalisateur du téléfilm Titanic II dans lequel il tient le rôle du constructeur du navire, Hayden Walsh.

### Voix françaises
- Fabrice Némo dans :
  - Diagnostic : Meurtre
  - Murder 101